# Hugo Obermaier

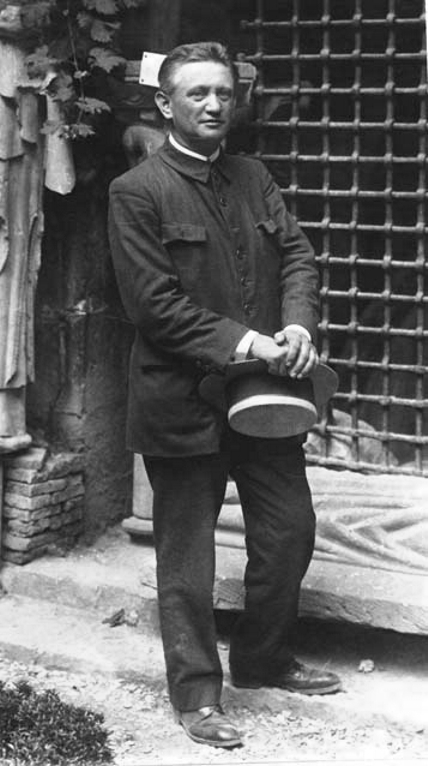
Hugo Obermaier in Pamplona, 1924

Hugo Obermaier (* 29. Januar 1877 in Regensburg; † 12. November 1946 in Freiburg, Schweiz) war ein deutscher Prähistoriker.

## Werdegang
Als Sohn des Königlichen Studienrates Anton Obermaier wuchs Hugo Obermaier in gutbürgerlichen Verhältnissen auf. Von 1886 bis 1895 besuchte er das Alte Gymnasium am Ägidienplatz in Regensburg, die Vorläuferschule des Albertus-Magnus-Gymnasiums. Nach dem Absolutorium (heute Abitur) studierte er von 1895 bis 1900 am Regensburger Lyzeum katholische Theologie und Geschichte. Erste archäologische Erfahrungen sammelte Obermaier im Jahre 1897, als er dem Privat-Archäologen Joseph Fraunholz bei der Erforschung der Kastlhänghöhle nahe Essing (Lkr. Kelheim) half.
Im Jahre 1900 wurde er zum Weltpriester geweiht, beantragte jedoch nach kurzer Zeit die Beurlaubung, um sich dem Studium der Altertumswissenschaften widmen zu können. Diese wurde gewährt, und er studierte anschließend von 1901 bis 1904 in Wien die Fächer Prähistorische Archäologie, Physische Geographie, Geologie, Paläontologie, Ethnologie, Deutsche Philologie und Anatomie. Zu seinen Lehrern zählten in dieser Zeit unter anderem Moritz Hoernes, Albrecht Penck und Josef Szombathy. 1904 wurde er mit einer Arbeit über Die Verbreitung des Menschen während des Eiszeitalters in Mitteleuropa promoviert. Vier Jahre später habilitierte er sich mit dem Thema Die Steingeräte des französischen Altpaläolithikums. Im Sommer des Jahres 1908 war er an archäologischen Profilaufnahmen in Willendorf in der Wachau tätig, als die berühmte Venus von Willendorf gefunden wurde.
Im September 1909 wurde er trotz des Widerstandes von Albrecht Penck Privatdozent in Wien. Von 1909 bis 1914 nahm er an mehreren Grabungskampagnen in der spanischen Höhle El Castillo teil. Freundschaften verbanden ihn seit diesen Jahren mit den französischen Paläolithforschern Émile Cartailhac und Henri Breuil.
1911 nahm er eine Professorenstelle am neu gegründeten Institut de Paléontologie Humaine in Paris an, die er bis zum Ausbruch des Ersten Weltkrieges besetzte. Während dieser Zeit unternahm er zahlreiche Forschungsreisen zu bekannten archäologischen Fundplätzen in Europa, wie die Höhle „La Pasiega“ (Kantabrien) oder zu den Felsmalereien in der spanischen Levante. Durch die Finanzierung des Pariser Instituts konnte er im Sommer 1912 und 1913 zusammen mit Paul Wernert an der Ausgrabung der Klausenhöhle bei Essing teilnehmen. Während eines Spanienaufenthaltes im Jahre 1914 entschloss er sich, zunächst am Museo Nacional de Ciencias Naturales in Madrid zu arbeiten und wurde 1922 auf einen eigens für ihn umgewidmeten Lehrstuhl an der Universität Complutense Madrid berufen. 1924 wurde er korrespondierendes Mitglied der Bayerischen Akademie der Wissenschaften, 1925 ordentliches Mitglied des Deutschen Archäologischen Instituts und Ehrendoktor der Medizinischen Fakultät der Albert-Ludwigs-Universität Freiburg. Ab 1922 war er Mitglied der Kaiserlichen Deutschen Akademie der Naturforscher zu Halle (Leopoldina) und ab 1927 Mitglied der Preußischen Akademie der Wissenschaften.
Wissenschaftliche, persönliche und politische Gründe veranlassten ihn, in Anbetracht des heraufziehenden Dritten Reichs im November 1932 auf den einen Monat zuvor erfolgten Ruf an den vakanten Berliner Lehrstuhl Max Eberts zu verzichten.
Infolge des Spanischen Bürgerkrieges, dessen Beginn im Juli 1936 mit einem Aufenthalt Obermaiers in Oslo zusammenfiel, musste er aufgrund politischer Schwierigkeiten und fachlicher Rivalitäten seinen Lehrstuhl aufgeben. Im Jahre 1939 verließ er Spanien für immer, um eine Professorenstelle in Freiburg (Schweiz) anzunehmen. Dort verstarb er 1946 nach mehr als einjähriger schwerer Krankheit im örtlichen Theologenkonvikt.

## Hugo-Obermaier-Gesellschaft
Die wissenschaftlichen Verdienste Hugo Obermaiers liegen in der Altsteinzeitforschung. Obermaiers synthetische Darstellung der europäischen Urgeschichte im Werk „Der Mensch der Vorzeit“ (1912) trug zu Beginn des 20. Jahrhunderts maßgeblich zur Europäisierung der Urgeschichtsforschung bei. Am 23. Juni 1951 wurde auf Initiative des Erlanger Prähistorikers Lothar Zotz die Hugo Obermaier-Gesellschaft gegründet. Zu den Gründungsmitgliedern gehörten Archäologen, Geologen, Paläontologen und Anthropologen. Im Jahre 1956 erhielt die Gesellschaft den Zusatz „für Erforschung des Eiszeitalters und der Steinzeit“.

## Schriften
(Auswahl, chronologisch gereiht)
- (zusammen mit Franz Xaver Kießling): Das Plateaulehm-Paläolithikum des nordöstlichen Waldviertels von Niederösterreich. Mitteilungen der Anthropologischen Gesellschaft in Wien 41, 1911, S. 51ff.
- Der Mensch der Vorzeit. Allgemeine Verlags-GmbH Berlin, München & Wien 1912. Online
- El Hombre fosil. Colegio Universitario de Ediciones Istmo Madrid, 1916 (Neuauflage als Faksimile 1985).
- (zusammen mit Leo Frobenius): Hadschra Maktuba. Urzeitliche Felsbilder Kleinafrikas. 1. Lieferung (von 6). Kurt Wolff Pantheon-Verlag für Kunstwissenschaft Florenz, Pantheon und München, 1925.
- (zusammen mit Carl Walter Heiss): Iberische Prunk-Keramik vom Elche-Archena-Typus. In: IPEK, Jahrbuch für prähistorische und ethnographische Kunst, 1929.
- (zusammen mit Herbert Kühn): Buschmannkunst. Felsmalereien aus Südafrika. Nach den Aufnahmen von Reinhard Maak bearbeitet. Kurt Wolff Pantheon-Verlag für Kunstwissenschaft Florenz, Pantheon und München 1930.
- (zusammen mit Joseph Bernhart): Sinn der Geschichte. Eine Geschichtstheologie. Herder, Freiburg i. Br. 1931.
- (zusammen mit Adalbert Neischl): Die vor- und frühgeschichtlichen Befestigungen am Rauhen Kulm bei Neustadt a. Kulm (Oberpfalz). Dultz, München 1913.